# Râul Vulcănescu
Râul Vulcănescu este un curs de apă, al doilea afluent de stânga (din 58) al râului Bistrița Aurie.

## Generalități
Râul Vulcănescu are un singur afluent semnificativ și nici nu trece prin vreo localitate. Bazinul său hidrografic se limitează la pantele vârfului muntelui numit Piciorul Șesurilor.

## Hărți
- Harta județului Suceava
- Harta județului Maramureș
- Munții Suhard  Arhivat în 16 decembrie 2009, la Wayback Machine.